# …och stora havet
…och stora havet är Jakob Hellmans första studioalbum. Det gavs ut som LP 13 februari 1989 av EMI.
Albumet spelades in 1988 i EMI:s studio i Skärmarbrink och producerades av Dan Sundquist. Under inspelningen arbetade Sundquist parallellt med ett album av Freda', vilket hade högre prioritet än Hellmans album som var ett lågbudgetprojekt. Sundquist och Hellman hade också olika syn på hur skivan skulle låta. Hellman ville behålla den råare känsla som fanns på den demokassett från 1987 som låg till grund för skivan, medan Sundquist strävade efter en mer renodlad popproduktion. Sundquist fick till slut sin vilja igenom.
…och stora havet pressades först i en upplaga om 5 000 exemplar. Efter att låten "Vara vänner" blivit en radiohit hade albumet sommaren 1989 sålt guld. Efter skivan gav sig Hellman ut på turné där han kompades av musiker från Eldkvarn, Reeperbahn och Wilmer X. Textmässigt genomsyras skivan av att längta bort. Låtarna fångar även hur det är att vara ung, otålig, missförstådd och ångestriden.
…och stora havet ledde till att Hellman vann två Grammisar, 1989 för Årets nykomling och 1990 för Årets manliga rockartist. Albumet har sålts i 200 000 exemplar.
Albumet kom ut i en remasterutgåva på CD den 17 juni 1998. Nöjesguiden utsåg ...och stora havet till århundradets svenska album. Albumet finns även med i boken Tusen svenska klassiker (2009). Albumet rankades av Sonic Magazine i juni 2013 som det 25:e bästa svenska albumet någonsin.

## Mottagande vid släppet 1989
...och stora havet mottog för det mesta mycket positiva recensioner vid släppet februari 1989. Skivan fick näst högsta betyg, 4/5, i både Expressen och GT. Även Dagens Nyheter och Göteborgs-Posten var mycket positiva (även om de inte gav något specifikt betyg; det hade ännu inte blivit standard i tidningar att betygsätta skivor år 1989); Dagens Nyheter beskrev Hellmans låtar som "små under av underfundighet," och Göteborgs-Posten kallade skivan för en "strong debut." I Aftonbladet fick skivan det något mer reserverade betyget 3/5, men recensenten menade att den bjöd på "många fina stunder som man vill uppleva igen," och att den utgjorde "en av de viktigare svenska debutplattorna på flera år."

## Låtlista
Alla låtar är skrivna och komponerade av Jakob Hellman, om inte annat anges. 
| Nr           | Titel                  | Kompositör   | Längd |
| ------------ | ---------------------- | ------------ | ----- |
| 1.           | Tårarna                |              | 3:32  |
| 2.           | Du är allt jag vill ha |              | 3:14  |
| 3.           | Vara vänner            |              | 3:39  |
| 4.           | Vackert väder          |              | 3:44  |
| 5.           | Vintern dör            |              | 3:34  |
| 6.           | Visa mej               |              | 2:24  |
| 7.           | Hon har ett sätt       |              | 3:20  |
| 8.           | Sköra värld            |              | 3:29  |
| 9.           | Tåg                    |              | 3:15  |
| 10.          | Stora havet            |              | 3:52  |
| 11.          | Glada dagar            |              | 4:27  |
| 12.          | Avundsjuk på dej       |              | 3:49  |
| Total längd: | Total längd:           | Total längd: | 42:19 |

| 13.          | Som jag vill |              | 3:17  |
| Total längd: | Total längd: | Total längd: | 45:36 |

| 13.          | Som jag vill                                               |                    | 3:17  |
| 14.          | Vägar hem                                                  |                    | 5:31  |
| 15.          | Hon väntar på mej                                          |                    | 2:31  |
| 16.          | Tältet (bonuslåt på Den flygande holländaren)              | Cornelis Vreeswijk | 2:47  |
| 17.          | Fritiof och Carmencita                                     | Evert Taube        | 3:02  |
| 18.          | Tango i Nizza                                              | Evert Taube        | 3:23  |
| 19.          | Tusen dagar härifrån (med Perssons Pack från Äkta hjärtan) | Per Persson        | 4:06  |
| 20.          | Hon väntar på mej[a] (remixversion)                        |                    | 2:31  |
| Total längd: | Total längd:                                               | Total längd:       | 69:27 |

## Medverkande
- Jakob Hellman – sång, gitarr, elgitarr[b], piano, orgel[b], arrangemang och producent[b]

### Övriga medverkande i urval
- Anders Sjögren – tuba
- Dan Sundquist – producent, klaviatur, bas, tamburin, kör, blåsarrangemang
- Eddie Sjöberg – gitarr och mandolin[b]
- Ingemar Dunker – trummor[b]
- Jan Zachrisson – klaviatur, inspelning, producent och programmering av "Tango i Nizza"[b]
- Per Hägglund – synthesizer och effekter
- Per Persson – sång[b]
- Titiyo Jah – kör
- Werner Modiggård – trummor

## Topplistor
| Topplista         | Högsta listplacering |
| ----------------- | -------------------- |
| Sverigetopplistan | 9                    |

## Certifikat
| Land    | Certifikat |
| ------- | ---------- |
| Sverige | Platina    |